# 1732
1732 (MDCCXXXII) fue un año bisiesto comenzado en martes según el calendario gregoriano.

## Acontecimientos
- Tahmasp Qolí Jan obliga a abdicar al Safaví Tahmasp II en el infante lactante Abbás III, cuya regencia asume.
- Carlos Linneo viaja a Laponia.
- 23 de febrero: Primera actuación de la obra Orlando de Georg Friedrich Händel en Londres.
- 14 de marzo: Se instituye la Gobernación de Sonora y Sinaloa en México por Real Cédula.
- 30 de mayo: en la Iglesia de San Nicolás de Leipzig, Bach dio un concierto con el que convenció a las autoridades de sus aptitudes para ocupar el cargo de director de música. Años después, cuando Leipzig estaba bajo el dominio comunista de la República Democrática de Alemania, esta misma iglesia se convirtió en punto de partida de importantes protestas revolucionarias.
- 16 de septiembre: Un terremoto de 5.8 sacude la provincia de Quebec con daños significativos y un fallecido.
- 1 de octubre: Se funda el Colegio del Estado en Guanajuato (hoy Universidad de Guanajuato) teniendo como base el hospicio de la Santísima Trinidad en la que fuera casa habitación de su promotora Teresa de Busto y Moya.
- 9 de noviembre: San Alfonso de Ligorio en Scala (Italia) funda la Congregación del Santísimo Redentor, cuyos miembros son conocidos como misioneros redentoristas.
- 29 de noviembre: Un terremoto de 6,6 sacude la región de Irpinia dejando 1.900 muertos.
- Antonio de Ulloa en el galeón San Luis, partiendo de Cádiz viajó a Cartagena de Indias.
- Surgen las primeras obras para pianoforte.
- Establecimiento de la Plaza de toros de Tlaxcala en Tlaxcala, México, para conmemorar la victoria de los españoles sobre los moros en la reconquista de Orán y Mazalquivir (África septentrional, Argelia).

## Nacimientos

### Febrero
- 22 de febrero: George Washington, militar, político estadounidense y 1° presidente desde 1789 hasta 1797 (f. 1799).

### Marzo
- 31 de marzo: Joseph Haydn, compositor clásico austríaco (f. 1809).

### Abril
- 5 de abril: Jean-Honoré Fragonard, pintor francés (f. 1806).
- 6 de abril: José Celestino Mutis, matemático y botánico español (f. 1808).

### Junio
- 11 de junio: Joseph Jérôme Lefrançois de Lalande, astrónomo y erudito francés (f. 1807).
- 21 de junio: Johann Christoph Friedrich Bach, músico alemán (f. 1795).

### Diciembre
- 23 de diciembre: Richard Arkwright, industrial británico (f. 1792).
- Chica da Silva, esclava brasileña (f. 1796).

## Fallecimientos
- Melchor Pérez de Holguín, pintor barroco de la época colonial en Perú.
- Álvaro Navia Osorio y Vigil, militar español y creador de la obra Reflexiones Militares.